# Stanislav Šárský
Stanislav Šárský (11. října 1939 Praha – 20. června 2025 Ostrava) byl český divadelní herec.

## Život
Stanislav Šárský se narodil v Praze, ale vyrůstal na více místech, protože se rodina stěhovala kvůli otci, který byl vojákem z povolání. Po maturitě se neúspěšně hlásil na pražskou DAMU, kam nastoupil po absolvování vojenské služby.
Herec, který trvale zakotvil v Ostravě, od roku 1993 hrál souběžně v pražských divadelních souborech (krátce působil v Divadle Rokoko) a stále i doma v Ostravě. 
Od roku 2003 byl angažován v pražském smíchovském Švandově divadle. Od sezony 2013/2014 byl v angažmá v Moravském divadle Olomouc. V roce 2023 obdržel Cenu Thálie za celoživotní mistrovství v činohře.
Kromě divadla si zahrál v několika epizodách seriálu Bakaláři nebo ztvárnil trenéra Hrouzka nejstaršího v komediálním seriálu Lajna.
Stanislav Šárský zemřel 20. června 2025 ve věku 85 let.